# (8098) Miyamotoatsushi
(8098) Miyamotoatsushi es un asteroide perteneciente al cinturón de asteroides, descubierto el 19 de septiembre de 1993 por Kin Endate y el también astrónomo Kazuro Watanabe desde el Observatorio de Kitami, Hokkaidō, Japón.

## Designación y nombre
Designado provisionalmente como 1993 SH2. Fue nombrado en honor a Atsushi Miyamoto (n. 1961), quien es investigador principal del Observatorio de Saji y miembro de la junta directiva de la Sociedad Tottori de Astronomía. En junio de 1997, inició uno de los primeros proyectos de investigación del Observatorio Saji, utilizando su telescopio de 1,03 m para realizar observaciones de seguimiento de los tenues objetos transneptunianos. Esto resultó en la primera observación de este tipo en Japón, cuando se detectó (79360) Sila-Nunam el 25 de diciembre de 1997.

## Características orbitales
Miyamotoatsushi está situado a una distancia media del Sol de 2,435 ua, pudiendo alejarse hasta 2,916 ua y acercarse hasta 1,954 ua. Su excentricidad es 0,198 y la inclinación orbital 3,271 grados. Emplea 1387,65 días en completar una órbita alrededor del Sol.

## Características físicas
La magnitud absoluta de Miyamotoatsushi es 14,76. Tiene 6,886 km de diámetro y su albedo se estima en 0,059.